# Florida Flame
Florida Flame (Llama de la Florida) fue el nombre de un equipo de la liga de desarrollo de la NBA (NBA Development League) establecido en Fort Myers, Florida, Estados Unidos. Los colores identificativos son el verde, el azul y el bermellón. Sus equipos de la NBA afiliados son Miami Heat, Orlando Magic, Minnesota Timberwolves y Boston Celtics.

## Nombre
- North Charleston Lowgators (2001–2003)
- Charleston Lowgators (2003–2004)
- Florida Flame (2004–2006)

## Historia
El equipo comenzó su andadura en el año 2001 en la ciudad de Charleston (Carolina del Sur), con el nombre de North Charleston Lowgators, que dos años más tarde acortaron a Charleston Lowgators. En 2004 el equipo se trasladó a Fort Myers, donde sólo ha podido disputar dos ligas, ya que se quedaron sin pabellón en la temporada 2006-2007. Para la nueva temporada están todavía a la espera de poder encontrar un terreno de juego que les permita volver a la competición.

## Entrenadores
| Temp.   | Entrenador     | Temp. Regular | Playoffs | Campeonatos |
| ------- | -------------- | ------------- | -------- | ----------- |
| 2001-02 | Alex English   | 36-20         | 2-3      | -           |
| 2002-04 | Doug Marty     | 53-43         | 0-3      | -           |
| 2004-05 | Dennis Johnson | 17-31         | -        | -           |
| 2005-06 | Jeff Malone    | 25-23         | 0-1      | -           |